# DVNO
«DVNO» es una canción dance electrónica de la banda francesa Justice de su álbum †. De acuerdo con miembros de la banda Xavier de Rosnay, "DVNO" significa "Divino". "Rosnay dice. "En la mayoría de los suburbios del mundo, en cada ciudad, en muchas ocasiones, hay un club nocturno que se llama El Divino... a veces... algunos son de aquellos clubes en los que debes llevar una camisa blanca para entrar".

## Video musical
El video musical fue dirigido por So-Me, Yorgo Tloupas y Molle Machine; el video muestra a las letras de las canciones representadas en animados logos de estilo ochentero de conocidas compañías, tales como HBO, 20th Century Fox, Cannon Films, NBC, PBS, Sega, Universal Studios y CBS Fox Video, con miembros de la banda, Xavier de Rosnay y Gaspard Augé, tocando el piano al final. El outro es un homenaje a la insignia de cierre de la empresa de producción de Stephen J. Cannell. El video fue presentado como una "Web Obsession of the Week" el 14 de marzo de 2008 de la revista Entertainment Weekly. El video tiene un final diferente a la canción, que cuenta con los dos miembros de la banda, mientras que la canción real (en el CD) tiene un final de aplausos.

## Lista de canciones
Edición disco de vinilo de 12"
1. DVNO (Justice Remix)
2. DVNO (Surkin Remix)
3. DVNO (Sunshine Brothers Mix)
4. DVNO (LA Riot Remix)
5. DVNO (Les Petits Pilous Remix)

## Datos
- El vocalista en la canción es Mehdi Pinson de la banda Scenario Rock, bajo el seudónimo de DVNO.
- La canción fue incluida en "Hitman", la película de 2007 dirigida por Xavier Gens.
- La canción también se utilizó en un anuncio de la cadena Discovery Channel en 2007.
- La canción fue lanzada el 19 de mayo de 2008 en el Reino Unido y se le ha dado mucha difusión. La canción ha sido añadido a BBC Radio 1 de la lista B de reproducción.
- "DVNO" también se muestra en la canción de DJ Fresh "Gold Dust".

## Listas
| Lista (2008)                                | Mejor posición |
| ------------------------------------------- | -------------- |
| Bélgica (Flandes) (Ultratip Bubbling Under) | 23             |
| Francia (SNEP)                              | 94             |